# Elga leptostyla
Elga leptostyla ist eine der zwei Libellenarten der Gattung Elga aus der Unterfamilie Brachydiplacinae. Erstmals beschrieben wurde die Art 1911 durch Friedrich Ris anhand eines Männchens aus Südamerika. Da er die Art allerdings bereits in seinem ersten Band 1909 erwähnte ist das offizielle Jahr 1909.

## Bau der Imago
Der ungefähr 20 Millimeter lange, dünne Hinterleib (Abdomen) der Männchen ist schwarz und hat eine gelbe Zeichnung. Diese besteht aus einem oben nicht vollständig geschlossenen Ring auf dem zweiten Segment. Auf den Seiten des dritten Segments finden sich große Flecken. Das sechste bis achte Segment hat gelbe Punkte und das siebte einen Doppelfleck. Das zweite sowie das siebte bis neunte Segment ist verdickt, so dass sich eine Spindelform ergibt.
Der Brustkorbes (Thorax) ist bei den Männchen schwarz mit einem grünlich gelben Muster. Direkt an der Schulternaht ist ein Fleck. Die Beine sind bis auf die gelbe Innenseite des Femurs schwarz.
Bei den Männchen ist die Unterlippe weißlich gelb mit einem diffusen, breiten schwärzlichen Stück in der Mitte. Die Oberlippe ist gelbbraun und das Gesicht olivgrün. Die sich anschließende Stirn ist rötlich braun und die Scheitelblase ist metallisch blau.
Die Hinterflügel sind circa 20 Millimeter lang. Beide Flügelpaare sind diffus gelb. Das Flügelmal (Pterostigma) misst unter 2 Millimeter.